# NASA極限環境ミッション運用

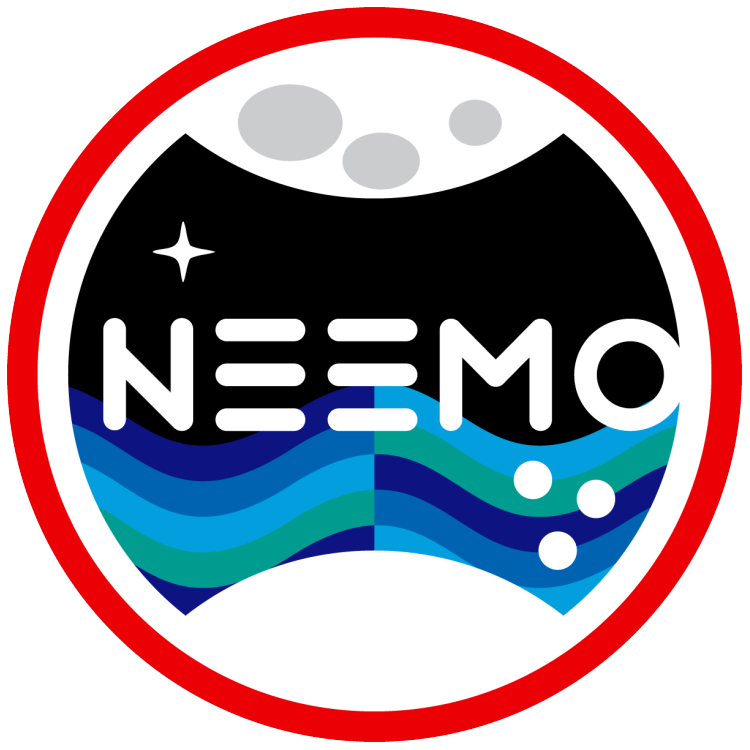
NEEMOロゴマーク

NASA極限環境ミッション運用(NASA Extreme Environment Mission Operations, 略称：NEEMO「ニーモ」)は、将来の宇宙探査のため、海中居住施設アクエリアスで宇宙飛行士や技術者、科学者が最大3週間過ごす、アメリカ航空宇宙局（NASA）の訓練課程である。
アクエリアスは、フロリダ州キー・ラーゴから5.6km沖合のナショナルキーズ国立海洋保護区にある。サンゴ礁に隣接し、水面下19mの海底に設置されている。
NASAは、2001年以来、一連の宇宙探査のシミュレーションとして、主に多国籍の宇宙飛行士が通常7日間から14日間に渡り滞在している。このミッションには、約5億ドルの費用を要する。乗組員は、アクアノートと呼ばれ、水面下の環境で宇宙遊泳のシミュレーションを行う。飽和潜水として知られる技法により、アクアノートは一度に数日から数週間、水面下で活動できる。どんな深さでも水面下で24時間経つと、ヒトの体は不溶性気体により飽和する。飽和潜水では、潜水者は水面に戻る前にどの程度、減圧する必要があるか正確に予測することができる。この情報は減圧症の危険性を低減する。アクエリアスの中で生活し、同じ深さの海底で活動することで、NEEMOの乗組員はミッションの期間中、水面下に留まることができる。
NASAにとっては、アクエリアスやその周囲の環境は、宇宙探査の模擬となる。宇宙空間と同様に、海面下は厳しい環境であり、ヒトが生活するのに異質な世界である。NEEMOの乗組員は、遠く離れた小惑星、火星等の惑星、衛星での経験に類似する経験を積むことができる。NEEMOミッションの間、アクアノートは、将来の宇宙ミッションのために、宇宙船内での生活や実験、宇宙遊泳の技術を疑似体験できる。宇宙空間と水面下の環境で活動するのには、綿密な計画と準備が必要である。水面下の環境は、異なる重力環境を体験するのにも役立つ。

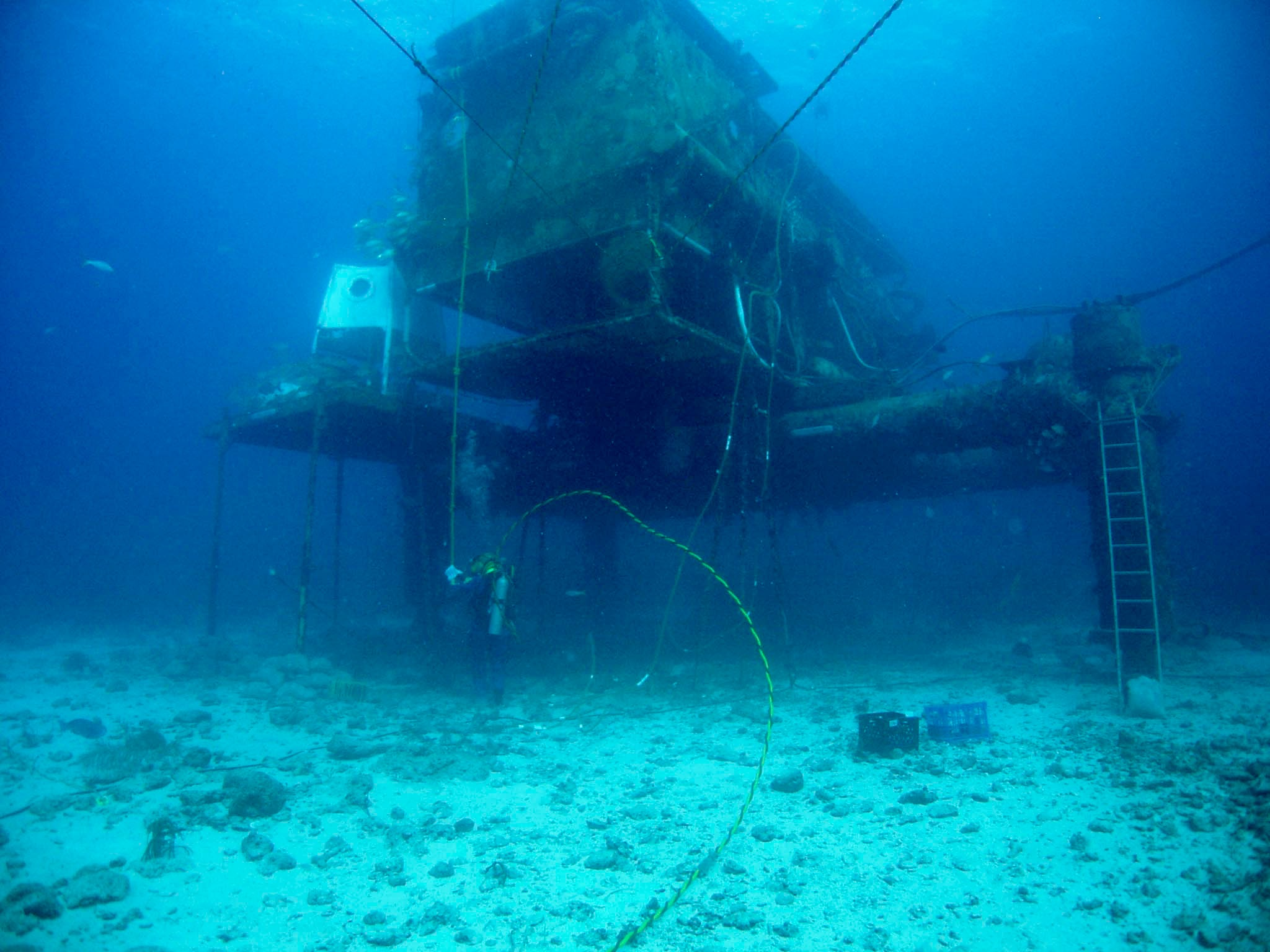
アクエリアス外観
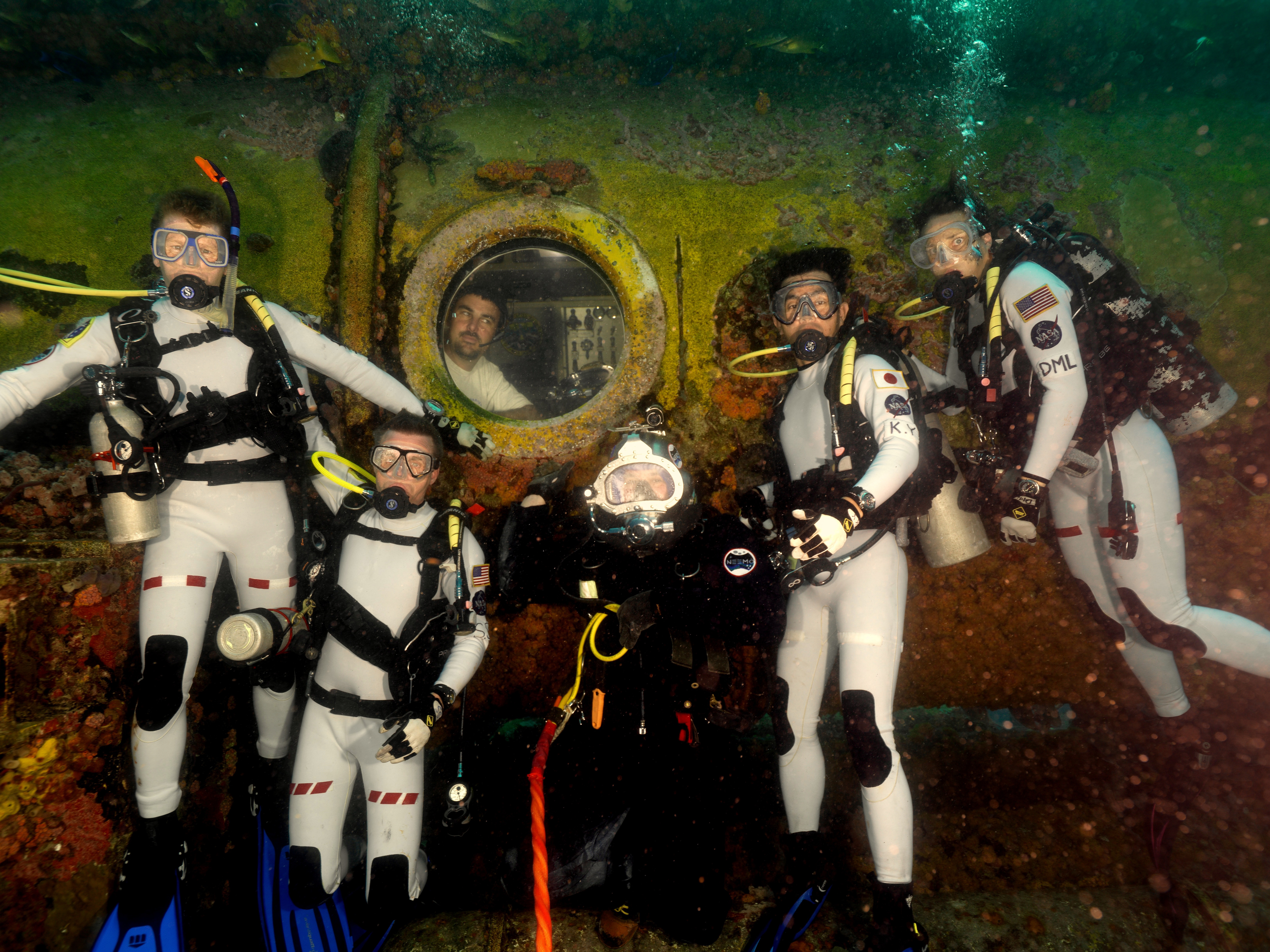
１６期生
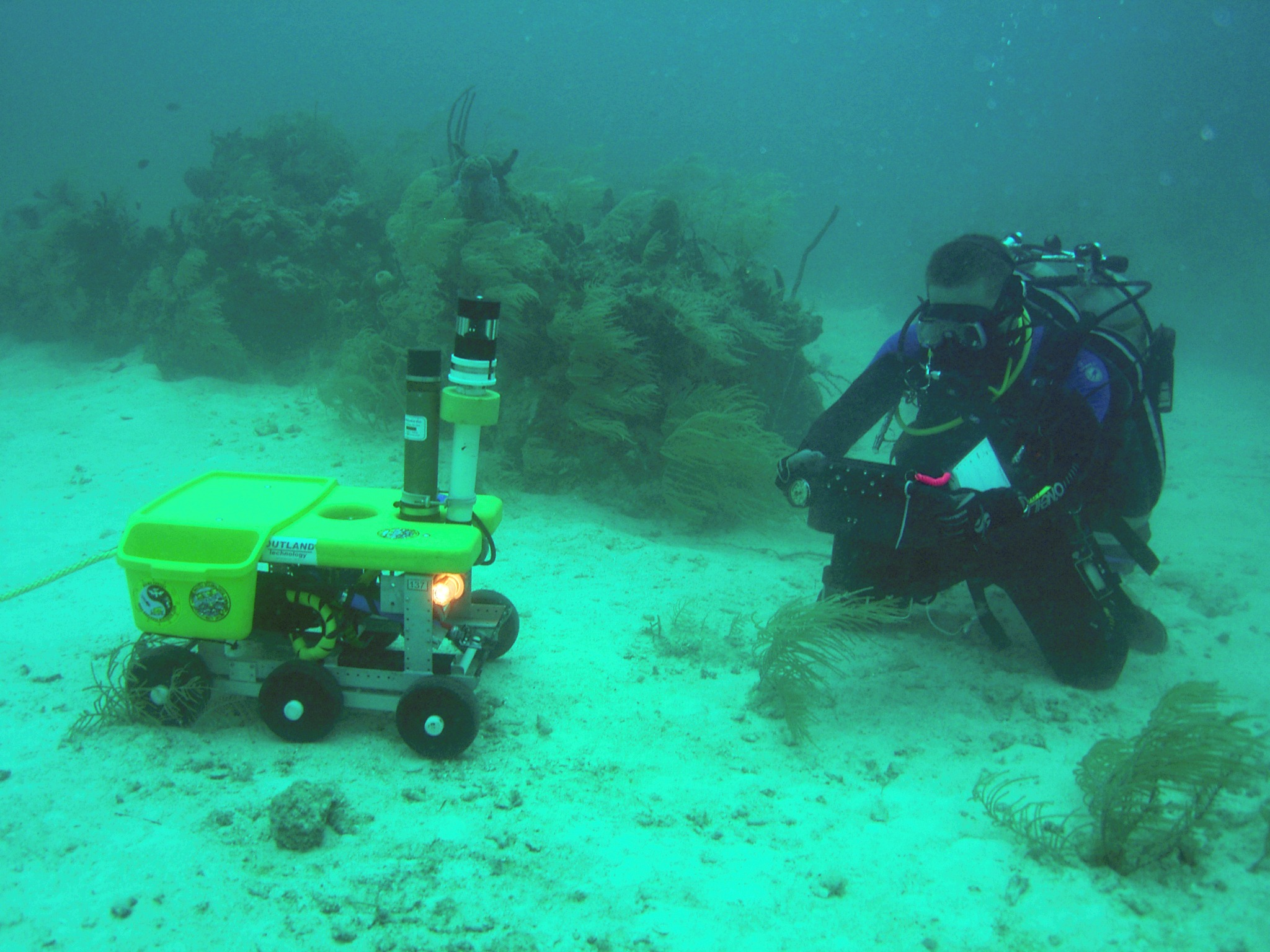
水中での訓練

2012年までは、アクエリアスはアメリカ海洋大気庁が所有し、ノース・カロライナ・ウィルミントン大学のNational Undersea Research Center (NURC)が生物海洋学の研究拠点として運用していた。2013年以降は、フロリダ国際大学が所有している。